# Piotrowo (powiat kartuski)
Piotrowo, historycznie Fustpetrowa Huta, Fustpetrowo,dodatkowa nazwa w języku kaszubskim Piotrowò, (niem. Fustpetershütte) – wieś kaszubska w Polsce położona na Pojezierzu Kaszubskim w województwie pomorskim, w powiecie kartuskim, w gminie Somonino na południowym skraju Wzgórz Szymbarskich. Jest najmniejszą wsią w gminie pod względem ludności.
W latach 1975–1998 miejscowość położona była w województwie gdańskim.

## Historia
Wieś należała do dóbr grabowskich, które były we władaniu zakonu kartuzów. W roku 1630 na miejscu wyrąbanego i wykarczowanego lasu założono tutaj osadę. Piotrowo niegdyś nosiło inne nazwy, takie jak: Fuspeterowo, niemiecka Fusspeterhütte. W XIX wieku była to wieś gburska w powiecie kartuskim. W roku 1880 znajdowało się tam 9 gospodarstw gburskich i dwa zagrodnicze. Wieś zamieszkiwało 95 osób, w tym 94 ewangelików i 1 katolik, w 13 domach mieszkalnych. Piotrowo należało wówczas do parafii Stare Grabowo, szkoła znajdowała się w Kłobuczynie, a poczta w Szymbarku. 
Na koniec roku 1892 wieś miała 118 mieszkańców - 117 Niemców ewangelików i 1 Kaszuba katolika. W roku 1910 było 135 mieszkańców, wyłącznie Niemców ewangelików. 
Zakon kartuzów nazwał nowo założoną osadę Huta, jak wiele innych swoich osad w dobrach grabowskich. Człon nazwy Huta mówi o tym, że wytapiano tu smołę ze smolnych pni i kłód drzewnych. Człon pierwszy – Fuspeter wskazuje na przezwisko założyciela osady. Tym samym wieś Piotrowo należy określić jako wieś dzierżawczą od imienia Piotr. Współczesna forma nazwy wsi Piotrowo utrwaliła się w okresie międzywojennym. W 1906 roku powstała tu szkoła, w której uczono w języku niemieckim. Po włączeniu miejscowości do II Rzeczpospolitej, w roku 1920, ze względu na skład etniczny miejscowej ludności nauka nadal odbywała się w języku niemieckim. Język polski został wprowadzony przez władze w 1927 roku.
Po zakończeniu II wojny światowej w 1945 r. dominująca do tego czasu w miejscowości ludność niemiecka została wysiedlona, a jej miejsce zajęła w głównej mierze ludność kaszubska z okolicznych wsi.